# شيدوفا
شيدوفا (بالإنجليزية: Šeduva) هي منطقة سكنية تقع في ليتوانيا في Radviliškis district municipality.[بحاجة لمصدر] يقدر عدد سكانها بـ 3,270 نسمة .